# Будзіслав-Ґурни
Будзіслав-Ґурни (пол. Budzisław Górny) — село в Польщі, у гміні Клечев Конінського повіту Великопольського воєводства.
Населення — 271 особа (2011).
У 1975-1998 роках село належало до Конінського воєводства.

## Демографія
Демографічна структура станом на 31 березня 2011 року:
|          | Загалом | Допрацездатний вік | Працездатний вік | Постпрацездатний вік |
| -------- | ------- | ------------------ | ---------------- | -------------------- |
| Чоловіки | 134     | 25                 | 95               | 14                   |
| Жінки    | 137     | 23                 | 85               | 29                   |
| Разом    | 271     | 48                 | 180              | 43                   |